# Rêveries (álbum de Richard Clayderman)
 Rêveries  ("Ensueño") es el cuarto álbum de estudio del pianista francés Richard Clayderman. Fue producido por Paul de Senneville y Oliver Toussaint y publicado por "Delphine Records" en 1979. Además, el álbum incluye versiones de temas como "Para Elisa" y la "Sonata Claro de Luna", de Ludwig van Beethoven; "Ayer" ("Yesterday"), de John Lennon y Paul McCartney y grabada originalmente por "The Beatles"; "Love Story", de Francis Lai; "Moon River", de Henry Mancini y "Puente Sobre Aguas Turbulentas" ("Bridge over Troubled Water"), de Paul Simon (grabada originalmente por "Simon and Garfunkel", entre otras.

## Canciones
Lado 1:
1. "Para Elisa" (Ludwig van Beethoven) - Arreglos: Oliver Toussaint/Gérard Salesse. - 2:27.
2. "La Vida Color de Rosa" ("La vie en rose") (Édith Piaf/Louguy) - 2:37.
3. "La Mar" (Charles Trenet) - 3:14.
4. "Ayer" ("Yesterday") (John Lennon/Paul McCartney) - 2:24.
5. "Sueño de Amor" (Franz Liszt) - Arreglos: Oliver Toussaint/Gérard Salesse. - 3:09.
6. "Barcarolle" (Jacques Offenbach) - Arreglos: Oliver Toussaint/Gérard Salesse. - 2:59.
7. "Serenata a Elizabeth" (Ronald Binge) - 1:58.
8. "Éxodo" (Ernest Gold) - 2:57.
Lado 2:
1. "Melodía de Dolannes" (Paul de Senneville/Oliver Toussaint) - 3:23.
2. "Tema de Amor de 'Romeo y Julieta'" (Nino Rota) - 2:20.
3. "Sonata Claro de Luna" (Ludwig van Beethoven) - Arreglos: Oliver Toussaint/Gérard Salesse. - 3:13.
4. "Moon River" (Henry Mancini) - 3.14.
5. "Love Story" (Francis Lai) - 3:00.
6. "Himno a la Alegría" (Ludwig van Beethoven) - Arreglos: Oliver Toussaint/Gérard Salesse. - 3:11.
7. "Puente Sobre Aguas Turbulentas" ("Bridge over Troubled Water") (Paul Simon) - 3:07.

## Personal
- Richard Clayderman: Piano.

- Paul de Senneville: Productor, compositor y arreglos musicales.

- Oliver Toussaint: Compositor y productor.

- Gérard Salesse: Arreglos musicales.